# 馬拉區 (卡涅特省)
12°39′27″S 76°37′45″W / 12.65750°S 76.62917°W
馬拉區（西班牙語：Distrito de Mala），是秘魯的一個區，位於該國中南部利馬大區的卡涅特省，始建於1825年7月22日，面積129.3平方公里，海拔高度30米，2007年人口27,881，人口密度每平方公里215.6人。